# Matilda Moldenhauer Brooks
Matilda Moldenhauer Brooks (env. 16 octobre 1888 - 1981) est une biologiste américaine. En 1932, elle découvre que le bleu de méthylène est un antidote à l'empoisonnement au monoxyde de carbone et au cyanure.

## Biographie

### Jeunesse et éducation
Matilda Moldenhauer serait née le 16 octobre 1888 ou en 1890 à Pittsburgh (Pennsylvanie). Ses parents sont Rudolph Moldenhauer et Selma Neuffer. Après avoir étudié au collège Bryn Mawr, elle passe son bachelor et sa maîtrise à l'université de Pittsburgh, où elle est membre de la sororité Kappa Alpha Theta. En 1916, à Cleveland, elle rencontre Sumner Cushing Brooks (1888-1948), biologiste cellulaire, qu'elle épouse une année plus tard. Elle obtient, en 1920, son doctorat en zoologie à l'Université Harvard avec sa thèse Quantitative studies on the respiration of Bacillus subtilis (Ehrenberg) Cohn. Sa thèse lui valut le prix Caroline-Wilby.

### Carrière
En 1920, Matilda Moldenhauer Brooks travaille au Service de santé publique des États-Unis de 1920 à 1927.
En 1927, Sumner est recruté comme professeur de zoologie à l'université de Californie à Berkeley pour enseigner la biologie physico-chimique. Elle collabore avec lui à Berkeley pendant 20 ans et publie également ses propres recherches. Elle n'est pas payée pour son travail, la politique anti-népotiste de Berkeley de l'époque ne lui autorisant qu'un poste non rémunéré.
Elle découvre que le bleu de méthylène est un antidote à l'empoisonnement au monoxyde de carbone et au cyanure, publie ses résultats et les partage, en avril 1932, lors d'une conférence de la Society for Experimental Biology and Medicine. L'un de ses confrères masculins, Dr J. C. Geiger, publie en décembre 1932 sur le sujet en omettant de mentionner que la découverte a été faite par Matilda Brooks. En janvier 1933, elle s'en indigne dans un article publié dans le Journal of the American Medical Association.
À la mort de son époux en 1948, l'université lui offre une rétribution de 500 dollars par an qui lui permet de poursuivre ses recherches en s'autofinançant avec ses économies et des subventions.

### Fin de vie
Elle meurt en 1981, à San Francisco.

## Publications
Elle est l'autrice de nombreuses publications, dont :
- Matilda Moldenhauer Brooks. The pH and the rH of the sap of Valonia and the rH of its protoplasm. Protoplasma, volume 10, numéro 1, pages : 505-509, décembre 1930.
- Matilda Moldenhauer Brooks. The effects of methylene blue and other oxidation-reduction indicators on experimental tumors. Berkeley (Californie), University of California Press, 1934.
- Sumner Cushing Brooks, Matilda Moldenhauer Brooks. The Permeability of Living Cells. Borntraeger, 1941
- Matilda Moldenhauer Brooks. « Negative oxidation-reduction potentials resulting from the use of auxin in plants and tobacco smoke on animal cells. » Protoplasma. volume 51, numéro 4, pages : 620-631, décembre 1959.